# Burmagomphus pyramidalis
Burmagomphus pyramidalis е вид водно конче от семейство Gomphidae. Видът не е застрашен от изчезване.

## Разпространение
Разпространен е в Индия (Карнатака, Керала, Махаращра и Тамил Наду).